# 尚与思罗
尚与思罗（?—?），又作尚思罗，唐代吐蕃达磨赞普时大臣。
842年，达磨赞普死後无嗣，其妃綝氏兄尚延力幼子乞离胡继位赞普，兄妹共治吐蕃。尚与思罗不服，与讨击使论恐热、袭击鄯州节度使尚婢婢，在薄寒山激战。论恐热率兵到渭州时，遇到宰相尚思罗正屯驻在薄寒山。论恐热率兵进攻尚思罗，尚思罗丢弃军需辎重，往西逃奔松州（今四川松潘），统合苏毗、吐谷浑、羊同兵马共八万人，退守洮河。苏毗等部落对尚思罗产生疑心，不再帮助他作战。论恐热所率骑兵渡河，苏毗等部落一齐投降。尚思罗急忙往西逃走，被论恐热的追兵擒获杀害。论恐热于是全部兼并了尚思罗的兵马，共计十多万人。